# Gouyasse
Gouyasse is een Belgisch bier van hoge gisting.
Het bier wordt gebrouwen in Brasserie des Légendes te Irchonwelz. Het bier wordt ook op de markt gebracht onder de naam Goliath. Goliath is een van de reuzen van Ath.

## Varianten
- Gouyasse Tradition (Goliath Blonde), blond bier met een alcoholpercentage van 6%
- Gouyasse Triple (Goliath Triple), goudblond bier, type tripel met een alcoholpercentage van 9%